# Đặc cảnh đồ long 2
Tiger Cage 2 là một bộ phim hành động Hồng Kông năm 1990 do Viên Hòa Bình đạo diễn và Chân Tử Đan đóng vai chính. Bộ phim là phần tiếp theo của bộ phim Tiger Cage năm 1988, cũng do Hòa Bình đạo diễn, và có nội dung hoàn toàn mới với sự tham gia của các diễn viên Chân Tử Đan và Trịnh Du Linh.

## Nội dung
Vu Long là một cảnh sát thô lỗ và nóng nảy. Bởi vì nóng tính nên Long bị khai trừ khỏi ngành cảnh sát và bị vợ bỏ. Người giúp vợ Long ly dị là Dương Vân Huệ, một nữ luật sư tài ba nhưng thường ngày rất hậu đậu. Ngày Long và vợ làm thủ tục ly dị cũng là ngày David và Thành mang 7 triệu đôla của một doanh nhân được gọi là chú Siêu giao cho luật sư Châu Dĩ Sanh. Khi bọn họ định mang tiền ra ngân hàng thì bị một đám cướp có súng tấn công, Long và Huệ cũng vô tình bị cuốn vào. Thành sau khi mang vali tiền đi giấu thì đã chết, số tiền mất tích.
Luật sư Lý Bối Hoa, bạn gái của Dĩ Sanh và bạn cùng nhà với Huệ phát hiện số tiền đó là Dĩ Sanh giúp ông Siêu rửa tiền, Bối Hoa cũng nghi ngờ Dĩ Sanh là chủ mưu vụ cướp tiền. Bối Hoa gọi điện định báo cho nữ thanh tra Dương thì bị nữ sát thủ do Sanh phái tới giết tại nhà.
Huệ khai với cảnh sát thấy Long đi cùng bọn cướp nên Long gặp rắc rối. Long giận dữ đi theo Huệ về tận nhà định dạy cho cô một bài học. Bọn họ phát hiện thi thể của Bối Hoa đúng lúc thanh tra Dương đến vì cuộc gọi của Bối Hoa trước đó. Huệ với Long bị tình nghi là thủ phạm và bị còng tay vào nhau. Nữ sát thủ vẫn đang trốn trong nhà nổ súng bắn nhau với cảnh sát và chạy thoát sau khi bị Dương bắn vào vai.
Long nhân lúc hỗn loạn lôi cả Huệ đi. Giữa đường gặp David, Long và David đánh nhau, Long đá David suýt rơi xuống cầu. Long kéo Huệ về nhà mình. Sau một đêm, Huệ biết mình đang bị cảnh sát truy nã bèn đồng ý cùng Long điều tra.
Long và Huệ đi tìm David, hai người đàn ông lại đánh nhau. Long đánh ngất được David nhưng bị Huệ hậu đậu làm rơi chậu hoa vào đầu cũng bất tỉnh luôn. Hai sát thủ của Dĩ Sanh đuổi tới, Huệ cho hai người đàn ông lên xe đẩy rồi đẩy đi. May mắn hai người tỉnh lại trước khi xe lăn ra đường. Cả ba trốn xuống cống ngầm, hai sát thủ cũng đuổi theo. Long và David buộc phải phối hợp hạ được hai tên đó. David cướp được súng tra hỏi Long và Huệ về số tiền. Biết hai người cũng không biết tiền ở đâu, David bỏ đi sau khi để lại danh thiếp.
Long dẫn Huệ đi tận hưởng cuộc sống của lưu manh, uống rượu, ăn quịt và đánh nhau. Dĩ Sanh lái xe tới đón bọn họ về. Sanh lộ bộ mặt thật đem Long ra tra tấn để hỏi về số tiền. Sau đó Sanh rời đi để bàn bạc với hai sát thủ buôn bán ma túy, một kẻ tóc dài giỏi dùng kiếm, một kẻ da đen cơ bắp. Nhân lúc Sanh rời đi, Long và Huệ trốn thoát.
Hai người đến tìm sự giúp đỡ của cảnh sát Đức, một đồng đội cũ của Long. Đức đến gặp Sanh giả vờ đề nghị hợp tác và ghi âm lại. Không ngờ, Sanh cao tay gọi thanh tra Dương đến tố cáo Đức khiến Đức bị đình chỉ để điều tra. Cũng hôm đó, Dương phát hiện nữ trợ lý Thi của Sanh bị thương ở vai, nghi ngờ cô ta là nữ sát thủ đã giết Bối Hoa, Dương đến tận nhà cô ta để tra hỏi. Thi đánh nhau với Dương và chạy ra ngoài nhưng cô ta bị một sát thủ lái xe mô tô bắn chết. Sát thủ sau đó cũng bị Dương giết.
Long và Huệ gọi David tới, David thú nhận mình đưa tiền của chú Siêu cho Sanh để rửa tiền nhưng không ngờ Sanh muốn cướp đoạt số tiền đó. David đề nghị hai người giúp mình tìm số tiền, anh sẽ chia cho họ 300.000. Ba người muốn bắt cóc Sanh, nhưng Long đánh nhầm ông Siêu vừa từ Mỹ về. Bọn họ bị thủ hạ của ông Siêu truy đuổi phải tách ra. David đưa Huệ đã bất tỉnh vào khách sạn để tắm rửa thay đồ. Long biết tin tức giận chạy tới tra hỏi David. David trêu ghẹo nói Huệ không phải vợ Long nên không liên quan gì đến Long.
Sau đó ba người nói chuyện về hôm tiền bị cướp. Huệ đoán ra Thành giấu tiền ở phía trên thang máy nên ba người cải trang thành công nhân sửa chữa lấy lại được số tiền. Ba người vào quán rượu ăn mừng. David tán tỉnh Huệ khiến Long ghen tị, lộ ra anh đã có tình cảm với Huệ. David không muốn liên lụy đến hai người, lừa Long uống say rồi mang tiền bỏ đi sau khi để lại cho Long một phần nhỏ. David mang tiền về cho chú Siêu mới biết ông Siêu đã bị Sanh giết. David đánh nhau với Sanh nhưng bị thương nặng. Long và Huệ đến cứu được David và cướp được số tiền nhưng sau đó David qua đời vì vết thương quá nặng. Trước đó, David có nhặt được mảnh giấy ghi chép thời gian, địa điểm giao dịch ma túy của Sanh.
Long dùng kiếm Nhật đánh nhau với sát thủ tóc dài và giết được hắn. Long đề nghị Huệ bỏ đi cùng mình với số tiền nhưng Huệ quyết tâm giết Dĩ Sanh để trả thù. Hai người cãi nhau, rồi Long đánh ngất Huệ để cô khỏi làm liều.
Long cùng Đức đến địa điểm giao dịch của Dĩ Sanh, bọn họ đấu súng tiêu diệt gần hết những tên thủ hạ. Long bị sát thủ da đen xích tay lại, anh buộc phải đánh nhau với hắn trong tình trạng chỉ còn chân, nhưng cuối cùng Long cũng giết được hắn. Sanh bắn Đức bị thương và dùng Đức ép Long phải lộ mặt. Huệ bất ngờ xuất hiện đánh Sanh khiến súng của hắn văng đi mất. Long đánh nhau với Sanh và Huệ giết được Sanh bằng một cây gậy đập vào đầu hắn.

## Diễn viên
- Chân Tử Đan trong vai Vu Long
- Quan Chi Lâm trong vai Mandy/Dương Vân Huệ
- Ngô Đại Duy trong vai David/Đại Duệ
- Robin Shou trong vai Châu Dĩ Sanh
- Garry Chow trong vai cảnh sát Đức
- Trịnh Du Linh trong vai Lý Bối Hoa (khách mời)
- Dương Lệ Thanh trong vai thanh tra Dương (khách mời)
- La Liệt trong vai chú Siêu
- Lương Lam Linh trong vai bà Lương
- Michael Woods trong vai Mafia
- John Salvitti trong vai Mafia
- Dickson Lee trong vai Kent
- Anita Lee trong vai Ann
- Daai Cheung trong vai Henchman (thêm) (chưa được công nhận)
- Mak Wai trong vai vệ sĩ (thêm) (chưa được công nhận)
- Jack Wong trong vai Sát thủ (không được công nhận)
- Marco Li trong vai Sát thủ (không được công nhận)
- Ling Chi-hung trong vai Sát thủ (không được công nhận)
- Mandy Chan Go trong vai Rascal (chưa được công nhận)
- Simon Cheung trong vai Cop (chưa được công nhận)
- Cha Chuen-yee trong vai Philip
- Chung Wing (phụ) (chưa được công nhận)
- Tăng Vũ-yiu
- Derek Kok (chưa được công nhận)